# Syrská prozatímní vláda
Syrská prozatímní vláda (anglicky Syrian Interim Government, zkratka SIG) byla povstalecká vláda, která byla zřízena Národní koalicí sil revoluce a syrské opozice v roce 2013, jako alternativní vláda k režimu Bašára al-Asada. Nejprve fungovala jako exilová vláda se sídlem v Istanbulu, později po turecké okupaci severní Sýrie vláda přesídlila do Azázu.
Od pádu baasistického režimu v prosinci 2024 vláda koexistovala se Syrskou přechodnou vládou vedenou Mohammedem al-Bašírem sídlící v Damašku. Přestože Národní koalice vyjádřila podporu přechodné vládě, vyzval k vytvoření vlády, která by byla "skutečně inkluzivní“. Poté, co byl neformální lídr přechodné vlády Ahmad Šara 30. ledna 2025 jmenován dočasným prezidentem Sýrie, předala prozatímní vláda své pravomoci přechodné vládě.

## Historie
Syrská prozatímní vláda byla zřízena na konferenci konané v Istanbulu v březnu 2013, kde byl Ghassan Hitt zvolen prvním předsedou syrské prozatímní vlády. Zpočátku vláda sídlila v exilu v Turecku, později se stala primární civilní autoritou ve většině oblastí ovládaných opozicí v Sýrii, kde například provozuje školy a nemocnice nebo vydává dokumenty syrským občanům. V prosinci 2015 založila Free Aleppo University (FAU), jako alternativu k vládním univerzitám; na začátku roku 2018 bylo na FAU zapsáno odhadem 7 000 studentů, s kampusy na území ovládaném opozicí v pěti provinciích. Provozovala také velký hraniční přechod mezi Sýrií a Tureckem, který díky výběru cla každý měsíc generoval odhadované příjmy ve výši 1 milionu USD.
Prozatímní vláda získala podporu ze Spojených států amerických. Například v březnu 2015 americká vláda poslala opoziční vládě zásilku humanitárních a ochranných pomůcek v ceně 70 milionů dolarů.

## Seznam předsedů vlády
| Portrét                 | Jméno               | Ve funkci       | Ve funkci       |
| Portrét                 | Jméno               | Od              | do              |
| ----------------------- | ------------------- | --------------- | --------------- |
|                         | Ghassan Hitto       | 18. března 2013 | 14. září 2013   |
| Snímek není k dispozici | Ahmad Tu'mah        | 14. září 2013   | 17. května 2016 |
|                         | Jawad Abu Hatab     | 17. května 2016 | 10. března 2019 |
|                         | Abdurrahman Mustafa | 30. června 2019 | 30. ledna 2025  |

### Související
- Syrská vláda spásy
- Syrská přechodná vláda